# الحزب الوطني المسيحي (أرمينيا)
الحزب الوطني المسيحي يُعرف أيضًا باسم حزب الصحوة المسيحية الوطنية، وهو حزب سياسي محافظ في أرمينيا.

## التاريخ
تأسس الحزب في 29 أبريل 2021 خلال الاحتجاجات الأرمينية 2020-21 بقيادة آرا زهرابيان. وأكد الحزب أنه سيشارك في انتخابات 2021 البرلمانية الأرمينية. بعد الانتخابات فاز الحزب بنسبة 0.36٪ فقط من الأصوات الشعبية.
لا يحتفظ الحزب بأي تمثيل داخل الجمعية الوطنية ويعمل حاليًا كقوة خارج البرلمان.
في نوفمبر 2021 شارك الحزب في الانتخابات المحلية في مدينة كيومري، وفاز بأربعة مقاعد في مجلس مدينة كيومري.

## الأيديولوجيا
يسعى الحزب إلى تطوير دولة قومية قوية وتقوية الجيش وتطوير الاقتصاد وحماية حقوق المواطنين، مع إرساء معتقداته الأساسية على القيم المسيحية وحماية دور الكنيسة الرسولية الأرمنية في المجتمع. كما يدعم الحزب حق تقرير مصير جمهورية أرتساخ.